# Denham (Buckinghamshire)
Denham è un villaggio e parrocchia civile dell'Inghilterra, appartenente alla contea del Buckinghamshire.